# 小行星8942
小行星8942（英語：8942 Takagi）是一颗围绕太阳公转的小行星。1997年1月30日，小林隆男在大泉天文台发现了此天体。
这颗小行星的绝对星等为225.09220等。